# رپین ۲۴۶۸
سیارک ۲۴۶۸ (به انگلیسی: 2468 Repin، نامگذاری:1969TO1) دو هزار و چهارصد و شصت و هشتمین سیارک کشف شده‌است که در ۸ اکتبر ۱۹۶۹ کشف شد.
قدر مطلق سیارک برابر ۱۲٫۴۰ است.